# Großer Preis von Mexiko 1992
Der Große Preis von Mexiko 1992 (offiziell XVI Gran Premio de México) fand am 22. März auf dem Autódromo Hermanos Rodríguez in Mexiko-Stadt statt und war das zweite Rennen der Formel-1-Weltmeisterschaft 1992.

## Berichte

### Hintergrund
Obwohl das neue Team Andrea Moda inzwischen das geforderte Antrittsgeld gezahlt hatte, verzichtete man auf eine Teilnahme am zweiten Saisonlauf, da die beiden Rennwagen des Typs S921 nicht rechtzeitig für einen Einsatz vorbereitet werden konnten. Die übrige Meldeliste entsprach der des Saisonauftakts in Südafrika drei Wochen zuvor.
Mit Riccardo Patrese, Ayrton Senna, Nigel Mansell und Gerhard Berger (jeweils einmal) traten vier ehemalige Sieger zu diesem Grand Prix an.

### Training
Da Andrea Moda nicht antrat, konnte erneut auf eine Vorqualifikation verzichtet werden.
Die beiden Williams-Piloten Mansell und Patrese dominierten das Qualifying, wobei sich Mansell gegenüber seinem Teamkollegen durchsetzen konnte. Die Benetton-Fahrer Michael Schumacher und Martin Brundle bildeten die zweite Startreihe vor den beiden McLaren MP4/6B von Berger und Senna.

### Rennen
Stefano Modena, der sich im Jordan als 15. qualifiziert hatte, musste das Rennen aus der Boxengasse starten.
Mansell ging vor Patrese, Senna, Brundle, Schumacher und Berger in Führung. Im Mittelfeld kollidierte Karl Wendlinger mit Ivan Capelli. Während der zweiten Runde überholte Schumacher seinen Teamkollegen Brundle. Senna fiel aufgrund von Getriebeproblemen zunächst zurück und schied nach zwölf Runden schließlich aus.
Den beiden Williams-Piloten gelang der zweite Doppelsieg in Folge, wobei beide ihre Positionen während des gesamten Rennens innehatten. Mit Schumacher belegte zum ersten Mal seit dem Großen Preis von Kanada 1977 ein deutscher Pilot einen Platz auf dem Siegerpodium eines Grand Prix. Berger wurde Vierter vor Andrea de Cesaris und Mika Häkkinen.

## Meldeliste
| Team                           | Nr. | Fahrer               | Chassis        | Motor                       | Reifen |
| ------------------------------ | --- | -------------------- | -------------- | --------------------------- | ------ |
| Honda Marlboro McLaren         | 01  | Ayrton Senna         | McLaren MP4/6B | Honda RA122E 3.5 V12        | G      |
| Honda Marlboro McLaren         | 02  | Gerhard Berger       | McLaren MP4/6B | Honda RA122E 3.5 V12        | G      |
| Tyrrell Racing Organisation    | 03  | Olivier Grouillard   | Tyrrell 020B   | Ilmor 2175A 3.5 V10         | G      |
| Tyrrell Racing Organisation    | 04  | Andrea de Cesaris    | Tyrrell 020B   | Ilmor 2175A 3.5 V10         | G      |
| Canon Williams Team            | 05  | Nigel Mansell        | Williams FW14B | Renault RS3C 3.5 V10        | G      |
| Canon Williams Team            | 06  | Riccardo Patrese     | Williams FW14B | Renault RS3C 3.5 V10        | G      |
| Motor Racing Developments      | 07  | Eric van de Poele    | Brabham BT60B  | Judd GV 3.5 V10             | G      |
| Motor Racing Developments      | 08  | Giovanna Amati       | Brabham BT60B  | Judd GV 3.5 V10             | G      |
| Footwork Mugen Honda           | 09  | Michele Alboreto     | Footwork FA13  | Mugen-Honda MF-351H 3.5 V10 | G      |
| Footwork Mugen Honda           | 10  | Aguri Suzuki         | Footwork FA13  | Mugen-Honda MF-351H 3.5 V10 | G      |
| Team Lotus                     | 11  | Mika Häkkinen        | Lotus 102D     | Ford Cosworth HB 3.5 V8     | G      |
| Team Lotus                     | 12  | Johnny Herbert       | Lotus 102D     | Ford Cosworth HB 3.5 V8     | G      |
| Fondmetal                      | 14  | Andrea Chiesa        | Fondmetal GR01 | Ford Cosworth HB 3.5 V8     | G      |
| Fondmetal                      | 15  | Gabriele Tarquini    | Fondmetal GR01 | Ford Cosworth HB 3.5 V8     | G      |
| March F1                       | 16  | Karl Wendlinger      | March CG911    | Ilmor 2175A 3.5 V10         | G      |
| March F1                       | 17  | Paul Belmondo        | March CG911    | Ilmor 2175A 3.5 V10         | G      |
| Camel Benetton Ford            | 19  | Michael Schumacher   | Benetton B191B | Ford Cosworth HB 3.5 V8     | G      |
| Camel Benetton Ford            | 20  | Martin Brundle       | Benetton B191B | Ford Cosworth HB 3.5 V8     | G      |
| BMS Scuderia Italia            | 21  | JJ Lehto             | Dallara 192    | Ferrari 037 3.5 V12         | G      |
| BMS Scuderia Italia            | 22  | Pierluigi Martini    | Dallara 192    | Ferrari 037 3.5 V12         | G      |
| Minardi Team                   | 23  | Christian Fittipaldi | Minardi M191B  | Lamborghini 3512 3.5 V12    | G      |
| Minardi Team                   | 24  | Gianni Morbidelli    | Minardi M191B  | Lamborghini 3512 3.5 V12    | G      |
| Ligier Gitanes Blondes         | 25  | Thierry Boutsen      | Ligier JS37    | Renault RS3C 3.5 V10        | G      |
| Ligier Gitanes Blondes         | 26  | Érik Comas           | Ligier JS37    | Renault RS3C 3.5 V10        | G      |
| Scuderia Ferrari               | 27  | Jean Alesi           | Ferrari F92A   | Ferrari 040 3.5 V12         | G      |
| Scuderia Ferrari               | 28  | Ivan Capelli         | Ferrari F92A   | Ferrari 040 3.5 V12         | G      |
| Central Park Venturi Larrousse | 29  | Bertrand Gachot      | Venturi LC92   | Lamborghini 3512 3.5 V12    | G      |
| Central Park Venturi Larrousse | 30  | Ukyō Katayama        | Venturi LC92   | Lamborghini 3512 3.5 V12    | G      |
| Sasol Jordan Yamaha            | 32  | Stefano Modena       | Jordan 192     | Yamaha OX99 3.5 V12         | G      |
| Sasol Jordan Yamaha            | 33  | Maurício Gugelmin    | Jordan 192     | Yamaha OX99 3.5 V12         | G      |

## Klassifikationen

### Qualifying
| Pos. | Fahrer               | Konstrukteur         | 1. Qualifikationstraining | 1. Qualifikationstraining | 2. Qualifikationstraining | 2. Qualifikationstraining | Start |
| Pos. | Fahrer               | Konstrukteur         | Zeit                      | Ø-Geschwindigkeit         | Zeit                      | Ø-Geschwindigkeit         | Start |
| ---- | -------------------- | -------------------- | ------------------------- | ------------------------- | ------------------------- | ------------------------- | ----- |
| 01   | Nigel Mansell        | Williams-Renault     | 1:16,346                  | 208,467 km/h              | 1:16,648                  | 207,645 km/h              | 01    |
| 02   | Riccardo Patrese     | Williams-Renault     | 1:17,908                  | 204,287 km/h              | 1:16,362                  | 208,423 km/h              | 02    |
| 03   | Michael Schumacher   | Benetton-Ford        | 1:17,554                  | 205,220 km/h              | 1:17,292                  | 205,915 km/h              | 03    |
| 04   | Martin Brundle       | Benetton-Ford        | 1:18,937                  | 201,624 km/h              | 1:18,588                  | 202,519 km/h              | 04    |
| 05   | Gerhard Berger       | McLaren-Honda        | 1:18,604                  | 202,478 km/h              | 1:18,589                  | 202,517 km/h              | 05    |
| 06   | Ayrton Senna         | McLaren-Honda        | 1:23,063                  | 191,609 km/h              | 1:18,791                  | 201,998 km/h              | 06    |
| 07   | JJ Lehto             | Dallara-Ferrari      | 1:19,982                  | 198,990 km/h              | 1:19,111                  | 201,181 km/h              | 07    |
| 08   | Maurício Gugelmin    | Jordan-Yamaha        | 1:20,246                  | 198,335 km/h              | 1:19,355                  | 200,562 km/h              | 08    |
| 09   | Pierluigi Martini    | Dallara-Ferrari      | 1:19,767                  | 199,526 km/h              | 1:19,378                  | 200,504 km/h              | 09    |
| 10   | Jean Alesi           | Ferrari              | 1:21,434                  | 195,442 km/h              | 1:19,417                  | 200,405 km/h              | 10    |
| 11   | Andrea de Cesaris    | Tyrrell-Ilmor        | 1:19,423                  | 200,390 km/h              | 1:24,117                  | 189,208 km/h              | 11    |
| 12   | Johnny Herbert       | Lotus-Ford           | 1:20,450                  | 197,832 km/h              | 1:19,509                  | 200,174 km/h              | 12    |
| 13   | Bertrand Gachot      | Venturi-Lamborghini  | 1:21,656                  | 194,910 km/h              | 1:19,743                  | 199,586 km/h              | 13    |
| 14   | Gabriele Tarquini    | Fondmetal-Ford       | 1:20,386                  | 197,990 km/h              | 1:19,769                  | 199,521 km/h              | 14    |
| 15   | Stefano Modena       | Jordan-Yamaha        | 1:19,957                  | 199,052 km/h              | 1:20,469                  | 197,785 km/h              | Box   |
| 16   | Olivier Grouillard   | Tyrrell-Ilmor        | 1:20,709                  | 197,197 km/h              | 1:19,961                  | 199,042 km/h              | 16    |
| 17   | Christian Fittipaldi | Minardi-Lamborghini  | 1:20,042                  | 198,841 km/h              | 1:20,202                  | 198,444 km/h              | 17    |
| 18   | Mika Häkkinen        | Lotus-Ford           | 1:20,145                  | 198,585 km/h              | 1:20,390                  | 197,980 km/h              | 18    |
| 19   | Karl Wendlinger      | March-Ilmor          | –                         | –                         | 1:20,200                  | 198,449 km/h              | 19    |
| 20   | Ivan Capelli         | Ferrari              | 1:20,223                  | 198,392 km/h              | 1:21,120                  | 196,198 km/h              | 20    |
| 21   | Gianni Morbidelli    | Minardi-Lamborghini  | 1:21,019                  | 196,443 km/h              | 1:20,227                  | 198,382 km/h              | 21    |
| 22   | Thierry Boutsen      | Ligier-Renault       | 1:20,709                  | 197,197 km/h              | 1:20,395                  | 197,968 km/h              | 22    |
| 23   | Andrea Chiesa        | Fondmetal-Ford       | 1:21,902                  | 194,325 km/h              | 1:20,845                  | 196,866 km/h              | 23    |
| 24   | Ukyō Katayama        | Venturi-Lamborghini  | 1:22,188                  | 193,649 km/h              | 1:20,935                  | 196,647 km/h              | 24    |
| 25   | Michele Alboreto     | Footwork-Mugen-Honda | 1:21,396                  | 195,533 km/h              | 1:21,064                  | 196,334 km/h              | 25    |
| 26   | Érik Comas           | Ligier-Renault       | 1:21,122                  | 196,193 km/h              | 1:21,963                  | 194,180 km/h              | 26    |
| DNQ  | Aguri Suzuki         | Footwork-Mugen-Honda | 1:21,617                  | 195,003 km/h              | 1:21,187                  | 196,036 km/h              | –     |
| DNQ  | Paul Belmondo        | March-Ilmor          | 1:23,508                  | 190,588 km/h              | 1:21,504                  | 195,274 km/h              | –     |
| DNQ  | Eric van de Poele    | Brabham-Judd         | 1:22,937                  | 191,900 km/h              | 1:22,197                  | 193,628 km/h              | –     |
| DNQ  | Giovanna Amati       | Brabham-Judd         | –                         | –                         | 1:25,052                  | 187,128 km/h              | –     |

### Rennen
| Pos. | Fahrer               | Konstrukteur         | Runden | Stopps | Zeit        | Start | Schnellste Runde |
| ---- | -------------------- | -------------------- | ------ | ------ | ----------- | ----- | ---------------- |
| 01   | Nigel Mansell        | Williams-Renault     | 69     | 0      | 1:31:53,587 | 01    | 1:17,765         |
| 02   | Riccardo Patrese     | Williams-Renault     | 69     | 0      | + 12,971    | 02    | 1:17,920         |
| 03   | Michael Schumacher   | Benetton-Ford        | 69     | 0      | + 21,429    | 03    | 1:18,056         |
| 04   | Gerhard Berger       | McLaren-Honda        | 69     | 0      | + 33,347    | 05    | 1:17,711         |
| 05   | Andrea de Cesaris    | Tyrrell-Ilmor        | 68     | 0      | + 1 Runde   | 11    | 1:19,034         |
| 06   | Mika Häkkinen        | Lotus-Ford           | 68     | 0      | + 1 Runde   | 18    | 1:19,427         |
| 07   | Johnny Herbert       | Lotus-Ford           | 68     | 0      | + 1 Runde   | 12    | 1:19,634         |
| 08   | JJ Lehto             | Dallara-Ferrari      | 68     | 1      | + 1 Runde   | 07    | 1:19,589         |
| 09   | Érik Comas           | Ligier-Renault       | 67     | 0      | + 2 Runden  | 26    | 1:20,200         |
| 10   | Thierry Boutsen      | Ligier-Renault       | 67     | 0      | + 2 Runden  | 22    | 1:19,648         |
| 11   | Bertrand Gachot      | Venturi-Lamborghini  | 66     | 0      | + 3 Runden  | 13    | 1:21,364         |
| 12   | Ukyō Katayama        | Venturi-Lamborghini  | 66     | 1      | + 3 Runden  | 24    | 1:21,397         |
| 13   | Michele Alboreto     | Footwork-Mugen-Honda | 65     | 0      | + 4 Runden  | 25    | 1:22,057         |
| –    | Martin Brundle       | Benetton-Ford        | 47     | 0      | DNF         | 04    | 1:19,688         |
| –    | Gabriele Tarquini    | Fondmetal-Ford       | 45     | 0      | DNF         | 14    | 1:21,663         |
| –    | Andrea Chiesa        | Fondmetal-Ford       | 37     | 0      | DNF         | 23    | 1:22,143         |
| –    | Pierluigi Martini    | Dallara-Ferrari      | 36     | 0      | DNF         | 09    | 1:21,057         |
| –    | Jean Alesi           | Ferrari              | 31     | 0      | DNF         | 10    | 1:20,965         |
| –    | Gianni Morbidelli    | Minardi-Lamborghini  | 29     | 0      | DNF         | 21    | 1:20,681         |
| –    | Stefano Modena       | Jordan-Yamaha        | 17     | 0      | DNF         | Box   | 1:23,003         |
| –    | Olivier Grouillard   | Tyrrell-Ilmor        | 12     | 0      | DNF         | 16    | 1:22,521         |
| –    | Ayrton Senna         | McLaren-Honda        | 11     | 0      | DNF         | 06    | 1:20,721         |
| –    | Christian Fittipaldi | Minardi-Lamborghini  | 1      | 0      | DNF         | 17    | 1:25,880         |
| –    | Maurício Gugelmin    | Jordan-Yamaha        | 0      | 0      | DNF         | 08    | –                |
| –    | Karl Wendlinger      | March-Ilmor          | 0      | 0      | DNF         | 19    | –                |
| –    | Ivan Capelli         | Ferrari              | 0      | 0      | DNF         | 20    | –                |

## WM-Stände nach dem Rennen
Die ersten sechs des Rennens bekamen 10, 6, 4, 3, 2 bzw. 1 Punkt(e).

### Fahrerwertung
| Pos. | Fahrer             | Konstrukteur         | Punkte |
| ---- | ------------------ | -------------------- | ------ |
| 01   | Nigel Mansell      | Williams-Renault     | 20     |
| 02   | Riccardo Patrese   | Williams-Renault     | 12     |
| 03   | Michael Schumacher | Benetton-Ford        | 7      |
| 04   | Gerhard Berger     | McLaren-Honda        | 5      |
| 05   | Ayrton Senna       | McLaren-Honda        | 4      |
| 06   | Andrea de Cesaris  | Tyrrell-Ilmor        | 2      |
| 07   | Johnny Herbert     | Lotus-Ford           | 1      |
| 08   | Mika Häkkinen      | Lotus-Ford           | 1      |
| 09   | Érik Comas         | Ligier-Renault       | 0      |
| 10   | Aguri Suzuki       | Footwork-Mugen-Honda | 0      |
| 11   | JJ Lehto           | Dallara-Ferrari      | 0      |
| 12   | Michele Alboreto   | Footwork-Mugen-Honda | 0      |
| 13   | Thierry Boutsen    | Ligier-Renault       | 0      |
| 14   | Maurício Gugelmin  | Jordan-Yamaha        | 0      |

| Pos. | Fahrer               | Konstrukteur        | Punkte |
| ---- | -------------------- | ------------------- | ------ |
| 15   | Bertrand Gachot      | Venturi-Lamborghini | 0      |
| 16   | Ukyō Katayama        | Venturi-Lamborghini | 0      |
| 17   | Eric van de Poele    | Brabham-Judd        | 0      |
| –    | Olivier Grouillard   | Tyrrell-Ilmor       | 0      |
| –    | Pierluigi Martini    | Dallara-Ferrari     | 0      |
| –    | Gianni Morbidelli    | Minardi-Lamborghini | 0      |
| –    | Christian Fittipaldi | Minardi-Lamborghini | 0      |
| –    | Jean Alesi           | Ferrari             | 0      |
| –    | Ivan Capelli         | Ferrari             | 0      |
| –    | Gabriele Tarquini    | Fondmetal-Ford      | 0      |
| –    | Karl Wendlinger      | March-Ilmor         | 0      |
| –    | Martin Brundle       | Benetton-Ford       | 0      |
| –    | Andrea Chiesa        | Fondmetal-Ford      | 0      |
| –    | Stefano Modena       | Jordan-Yamaha       | 0      |

### Konstrukteurswertung
| Pos. | Konstrukteur         | Punkte |
| ---- | -------------------- | ------ |
| 01   | Williams-Renault     | 32     |
| 02   | McLaren-Honda        | 9      |
| 03   | Benetton-Ford        | 7      |
| 04   | Tyrrell-Ilmor        | 2      |
| 05   | Lotus-Ford           | 2      |
| 06   | Ligier-Renault       | 0      |
| 07   | Footwork-Mugen-Honda | 0      |
| 08   | Dallara-Ferrari      | 0      |

| Pos. | Konstrukteur        | Punkte |
| ---- | ------------------- | ------ |
| 09   | Jordan-Yamaha       | 0      |
| 10   | Venturi-Lamborghini | 0      |
| 11   | Brabham-Judd        | 0      |
| –    | Minardi-Lamborghini | 0      |
| –    | Ferrari             | 0      |
| –    | Fondmetal-Ford      | 0      |
| –    | March-Ilmor         | 0      |